# Coleophora discostriata
Coleophora discostriata é uma espécie de mariposa do gênero Coleophora pertencente à família Coleophoridae.